# Рогозин (хутор)
Рогозин — хутор в Ахтубинском районе Астраханской области России. Входит в состав Пологозаймищенского сельсовета.

## География
Хутор находится в северной части Астраханской области, в пределах Волго-Ахтубинской поймы, на левом берегу реки Песчанка, на расстоянии примерно 27 километров (по прямой) к северо-западу от города Ахтубинск, административного центра района. Абсолютная высота — 13 метров ниже уровня моря.

## Население
| 2002 | 2010 |
| ---- | ---- |
| 0    | ↗29  |

Гендерный состав
По данным Всероссийской переписи населения 2010 года в гендерной структуре населения мужчины составляли 55,2 %, женщины — соответственно 44,8 %.

## Улицы
Уличная сеть хутора состоит из одной улицы (ул. Речная).